# Hashiwokakero
Pour les articles homonymes, voir Archipel (homonymie).

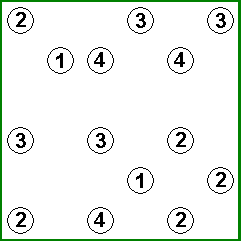
Exemple d'une grille Hashiwokakero au début du jeu (regardez en bas de la page pour la solution).

Hashiwokakero (橋をかけろ Hashi o kakero; traduit construire des ponts) est un jeu de logique publié par l'éditeur japonais Nikoli. En anglais, on le retrouve sous le nom de Bridges ou de Hashi.  En français, parfois, Archipel ou Connect.

## Règles du jeu
Le Hashiwokakero se joue sur une grille rectangulaire sans grandeur standard. On y retrouve des nombres de 1 à 8 inclusivement. Ils sont généralement encerclés et nommés îles. Le but du jeu est de relier toutes les îles en un seul groupe en créant une série de ponts entre les îles.
- Tout pont débute et finit sur une île.
- Deux îles ne peuvent pas être reliées par plus de deux ponts.
- Aucun pont ne peut en croiser un autre.
- Tous les ponts sont en ligne droite, à l'horizontale ou à la verticale.
- Le nombre de ponts qui passent sur une île est le nombre indiqué sur l'île.
- Toutes les îles doivent être reliées entre elles.

## Origines
Le Hashiwokakero est apparu dans le magazine Puzzle Communication Nikoli numéro 31 (septembre 1990), bien qu'une forme antérieure ait été publié dans le numéro 28 (décembre 1989).

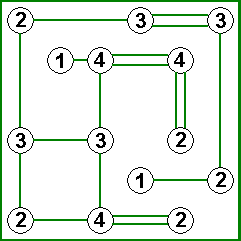
Exemple d'un Hashiwokakero terminé (regardez en haut de la page pour voir la grille au départ).